# Acinipe minima
Acinipe minima är en insektsart som beskrevs av Werner 1931. Acinipe minima ingår i släktet Acinipe och familjen Pamphagidae. Inga underarter finns listade i Catalogue of Life.